# L'Impermanence
Albums de Alain Chamfort
Alain Chamfort produit par Sébastien Tellier
(2024)
Singles
1. La Grâce
Sortie : 18 mars 2024

L'Impermanence est le seizième album studio d'Alain Chamfort de 2024, annoncé comme son ultime album studio.
L'album est précédé de la sortie le 12 janvier 2024 chez BMG d'un projet parallèle : un EP intitulé Alain Chamfort produit par Sébastien Tellier, comprenant quatre titres inédits, dont trois qui ne sont pas présents sur l'album ; l'exception est Whisky Glace,.
En France, l'album atteint le top 20  la semaine de sa sortie avec 2 300 exemplaires et la 2e place des ventes physiques. L'album atteint la 6e place dans la region wallone de la Belgique, constituant pour ce dernier le meilleur classement d'un album du chanteur.

## Liste des titres
| No  | Titre                                 | Paroles                  | Musique                           | Durée |
| --- | ------------------------------------- | ------------------------ | --------------------------------- | ----- |
| 1.  | L'Apocalypse Heureuse                 | Pierre-Dominique Burgaud | Alain Chamfort, Arnold Turboust   | 4:02  |
| 2.  | Dans mes yeux                         | Pierre-Dominique Burgaud | Alain Chamfort                    | 3:17  |
| 3.  | Vanité vanité                         | Pierre-Dominique Burgaud | Alain Chamfort                    | 3:45  |
| 4.  | Par inadvertance                      | Pierre-Dominique Burgaud | Alain Chamfort                    | 3:54  |
| 5.  | Altiplano                             | Pierre-Dominique Burgaud | Alain Chamfort                    | 3:21  |
| 6.  | À l'aune                              | Pierre-Dominique Burgaud | Alain Chamfort                    | 3:28  |
| 7.  | En beauté                             | Pierre-Dominique Burgaud | Alain Chamfort                    | 3:19  |
| 8.  | Whisky Glace (avec Sébastien Tellier) | Pierre-Dominique Burgaud | Alain Chamfort, Sébastien Tellier | 3:01  |
| 9.  | L'Impermanence                        | Pierre-Dominique Burgaud | Alain Chamfort                    | 2:44  |
| 10. | Tout s'arrange à la fin               | Jacques Duvall           | Alain Chamfort                    | 3:12  |
| 11. | La grâce                              | Pierre-Dominique Burgaud | Alain Chamfort                    | 3:48  |

## Classements hebdomadaires
| Classement (2024)            | Meilleure place |
| ---------------------------- | --------------- |
| France (SNEP)                | 16              |
| France (SNEP Physique)       | 2               |
| Belgique (Wallonie Ultratop) | 6               |
| Suisse (Charts Romandie)     | 21              |